# Diego Alderete
Diego Alderete Díaz, (Madrid; 22 de abril de 2000) es un jugador de baloncesto español que pertenece al Hestia Menorca de la Primera Feb Con 1.94 metros de estatura, juega en la posición de alero que actualmente juega en el Grupo Alega Cantabria de la Primera FEB. Es hermano del también baloncestista Héctor Alderete.

## Trayectoria
Formado en la cantera de Movistar Estudiantes junto a su hermano Héctor, Diego pasaría por todas las categorías inferiores del conjunto estudiantil con el que consiguió los títulos de Campeón de España Infantil (2014) y Cadete (2016). Además, sería internacional con categorías de formación de la selección española, y habitual en la selección de Madrid.
En la temporada 2018-19, con el filial del Club Baloncesto Estudiantes lograría el ascenso a LEB Plata.
Durante la temporada 2019-20 fue cedido al CB Clavijo de la Liga LEB Plata, en el que disputó 21 partidos, con una media de 18 minutos en los que promedió 4.1 puntos, 4 rebotes y 1 asistencia para 6 de valoración.
El 5 de agosto de 2020, el Movistar Estudiantes hace oficial que el alero madrileño jugaría la temporada 2020-21 en el CB Clavijo de la Liga LEB Plata, al igual que la temporada anterior tras la experiencia de su cesión la temporada 2019-20.
El 26 de septiembre de 2020, debuta en Liga Endesa con Movistar Estudiantes en un encuentro de la tercera jornada frente al TD Systems Baskonia que acabaría con derrota por 84 a 86 del conjunto estudiantil, en el que el alero madrileño disputa 2 minutos y 41 segundos de partido.
En la temporada 2020-21, el jugador juega en calidad de cedido en las filas del CB Clavijo y del Aquimisa Carbajosa, ambos de Liga LEB Plata.
En la temporada 2021-22, el jugador es traspasado al Hestia Menorca de la Liga LEB Plata.
Después de una dura temporada el Hestia Menorca logra alcanzar el éxito y subir a la categoría LEB Oro en la temporada 2022-23. Diego Alderete ha sido un jugador muy importante en la plantilla promediando 9,3 puntos con un 57,4% de anotación y una valoración por partido de 12 a sus 22 años.
El 8 de julio de 2025, firma por el firma por el Grupo Alega Cantabria de la Primera FEB.